# 강덕 (전한)
강덕(江德, ? ~ ?) 또는 강희(江喜)는 전한 중기의 제후로, 회양군 어현(圉縣) 사람이다.

## 행적
무제 때, 공손용(公孫勇)과 호천(胡倩)이 무제의 사자를 사칭하여 반란을 일으키려 하였다. 공손용 등은 기병 수십 기를 대동하고는 도적을 잡는다는 핑계를 대며 진류의 전사(傳舍: 여행객이 머무르는 숙소)에 머물렀는데, 회양태수 전광명은 이들의 행각을 알아차리고 바로 체포에 나섰다. 이때 어현(圉縣)의 향색부(鄕嗇夫)였던 강덕은 위불해 · 소창과 함께 이들을 모두 잡아들였고, 공적을 인정받아 요양후(轑陽侯)에 봉해졌다.
시원 6년(기원전 81년), 태상에 임명되었다.
원봉 4년(기원전 77년) 5월 정축일, 낭(郞)이 밤중에 문제의 종묘에서 술을 마시다가 실수로 불을 내고 말았고, 6일 만에 진화되었다. 태상 강덕 이하의 속관들이 모두 불경죄의 판결을 받았으나 사면받았고, 강덕은 파면되고 작위를 빼앗겼다. 이후 아들 강인이 뒤를 이은 것으로 보아 나중에 작위가 회복된 것이 분명한데, 기록이 없어 정황은 알 수 없다.

## 출전
- 반고, 《한서》 권7 소제기·권17 경무소선원성공신표·권19하 백관공경표 下·권90 혹리전

| 전임 위불해 | 전한의 태상 기원전 81년 ~ 기원전 77년 | 후임 소창 |

| 선대 (첫 봉건) | 전한의 요양후 기원전 91년 11월 ~ 기원전 77년 | 후대 아들 강인 |